# Panorama siedmiogrodzka

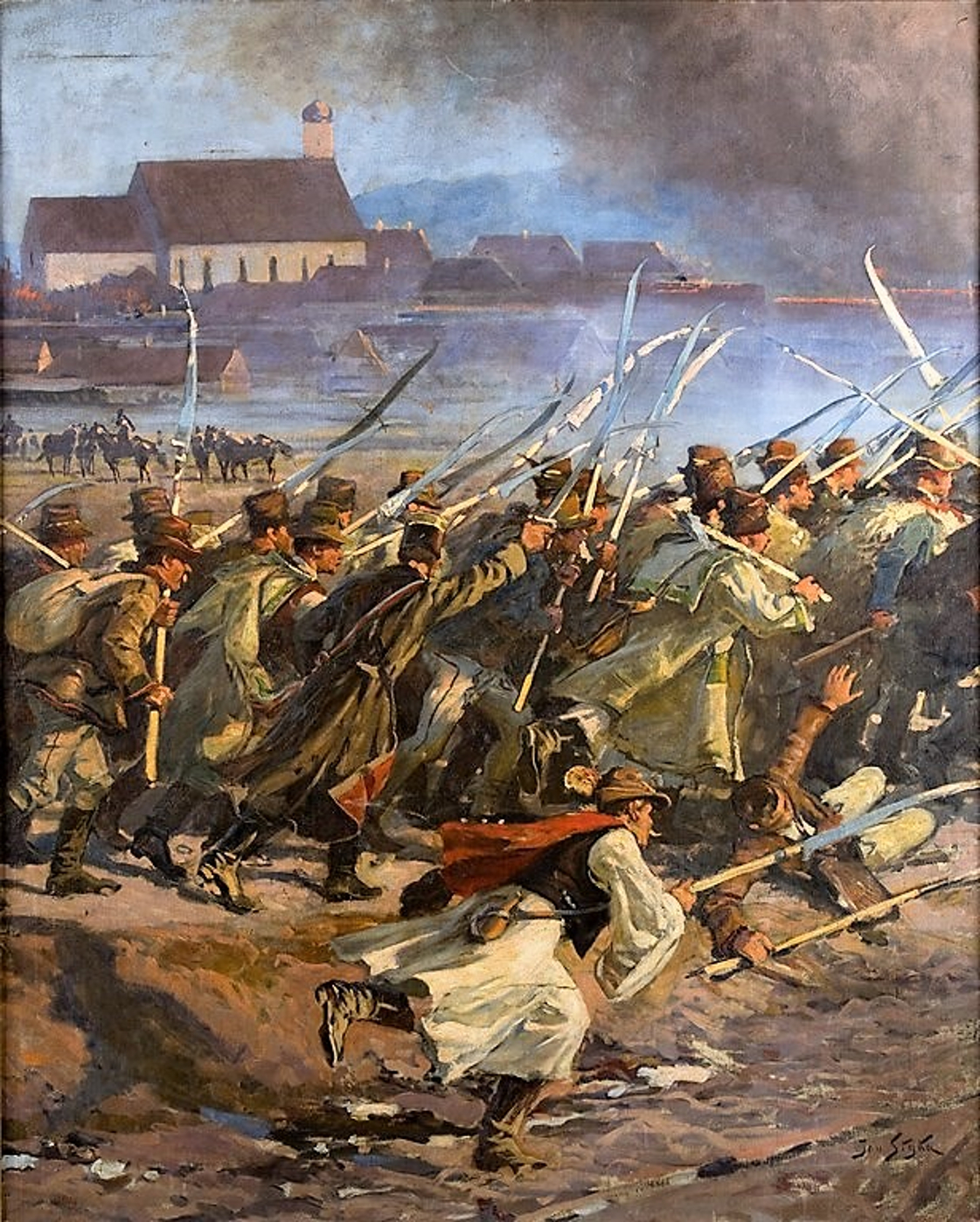
Przegrupowująca się piechota przedstawiona na obrazie

Panorama siedmiogrodzka (inne nazwy Bem i Petöfi, Bem w Siedmiogrodzie, Bitwa pod Sybinem) – zachowany we fragmentach panoramiczny obraz namalowany pod kierunkiem Jana Styki, przedstawiający zdobycie Sybinu przez powstańców węgierskich dowodzonych przez generała Józefa Bema.

## Geneza obrazu i jego losy
Dzieło zostało zamówione przez Węgrów z okazji obchodów 50. rocznicy Wiosny Ludów. Malowidło powstawało od kwietnia do września 1897 roku w budynku rotundy w Parku Stryjskim we Lwowie, w którym wcześniej namalowano „Panoramę Racławicką”. Obraz był wykonany techniką olejną na płótnie, a jego pierwotne wymiary były takie same jak „Panoramy Racławickiej”, czyli 120 metrów obwodu i 15 metrów wysokości. Uroczyste odsłonięcie dzieła miało miejsce w marcu 1898 roku w Budapeszcie. Wcześniej pokazano ją publiczności we Lwowie, ostatni raz wystawiono ją w Warszawie w 1907 roku. Później Jan Styka pociął swoje dzieło na 60 części. Po poprawieniu (częściowym przemalowaniu) i oprawieniu sprzedał je jako oddzielne obrazy sygnowane własnym podpisem. Według ustaleń Alicji Majcher-Węgrzynek stało się tak dlatego, że strona węgierska nie wywiązała się ze swoich zobowiązań i nie zapłaciła autorom za wykonaną pracę.
Fragmenty obrazu rozproszone są po całym świecie, dotychczas odnaleziono 39 części, których łączna powierzchnia nie przekracza 1/3 pierwotnego dzieła. Znajdują się w zbiorach polskich muzeów i w prywatnych kolekcjach w Polsce i za granicą. Muzeum Ziemi Tarnowskiej w Tarnowie prowadzi akcję poszukiwania zaginionych fragmentów panoramy. W swoich zbiorach posiada 24 obrazy (z czego dwa stanowią depozyt).

## Tematyka dzieła
Obraz przedstawia bitwę pod Wielkim Sybinem, która odbyła się 11 marca 1849 i zakończyła się zwycięstwem armii siedmiogrodzkiej pod dowództwem generała Józefa Bema nad koalicją wojsk austriackich i rosyjskich.

## Autorzy
Obraz malowali pod kierunkiem Jana Styki malarze:
- węgierscy: Tihamér Margitay, Pál Vágó i Béla K. Spányi,
- polscy: Tadeusz Popiel, Zygmunt Rozwadowski i Michał Gorstkin-Wywiórski,
- oraz niemiecki malarz: Leopold Schönchen.